# エーリッヒ・ビュトナー
エーリッヒ・ビュトナーとして知られるヨハネス・エーリッヒ・ビュトナー（Johannes Erich Büttner、1889年10月7日 - 1936年9月12日）は、ドイツの画家、グラフィック・デザイナーである。表現主義の芸術家で、ベルリン分離派のメンバーであった。芸術家や科学者などの肖像画などで知られている。

## 略歴
ベルリンで大工の棟梁の父親のもとに生まれた。ガラス工芸の見習いをした後、1906年から1911年の間、ベルリン工芸美術館付属学校(Unterrichtsanstalt des Kunstgewerbemuseums Berlin) で学び、エミール・オルリック(1870-1932)から、絵やグラフィック・デザインを学んだ。ドイツ画家協会（Deutscher Künstlerbund）に加入し、1908年にベルリン分離派のメンバーになり、分離派の展覧会に出展するようになった。
1913 年、最初の個展をベルリンのグルリット画廊で開いた。1920年ころからロヴィス・コリントやジョージ・グロスらの芸術家仲間や、アルベルト・アインシュタインを含む多くの肖像画を制作した。
1928年のアムステルダムオリンピックの芸術競技の絵画部門にも参加したが、入賞しなかった。
1936年に 46歳でドイツ南部のフライブルク・イム・ブライスガウで亡くなった。

## 作品

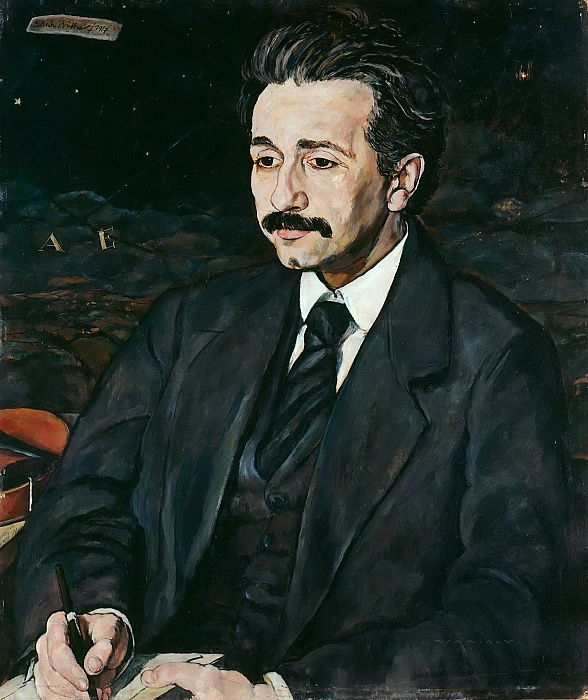
アルベルト・アインシュタイン (1917)
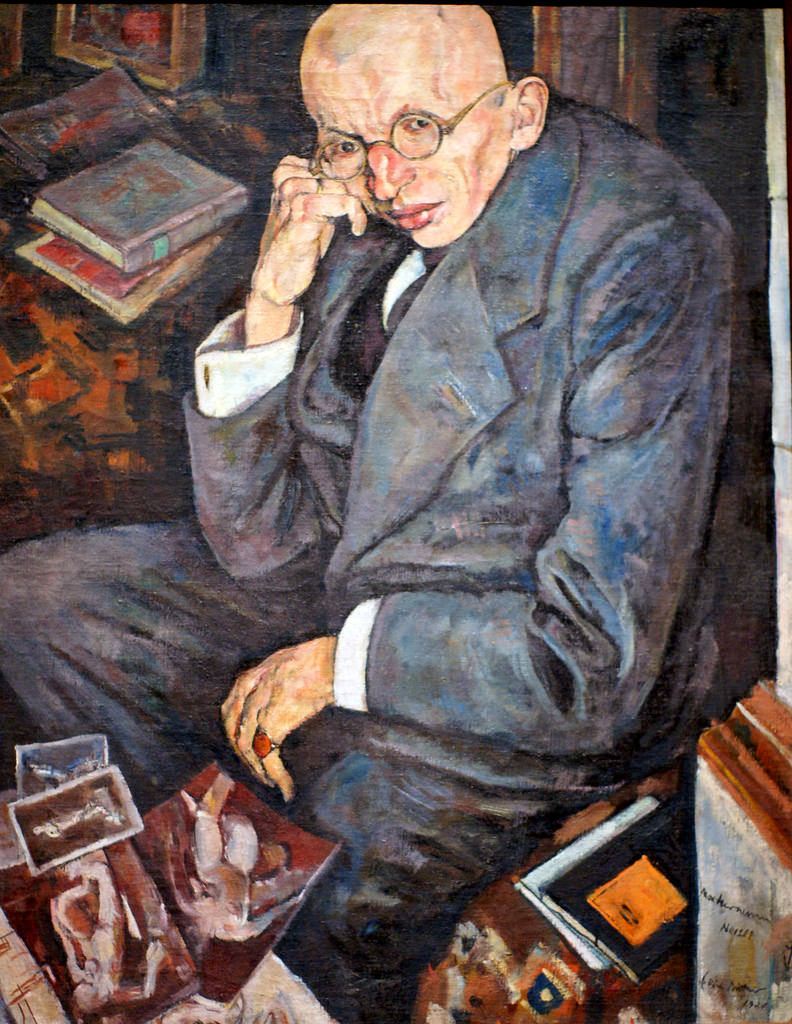
マックス・ヘルマン＝ナイセ（作家） (1921)
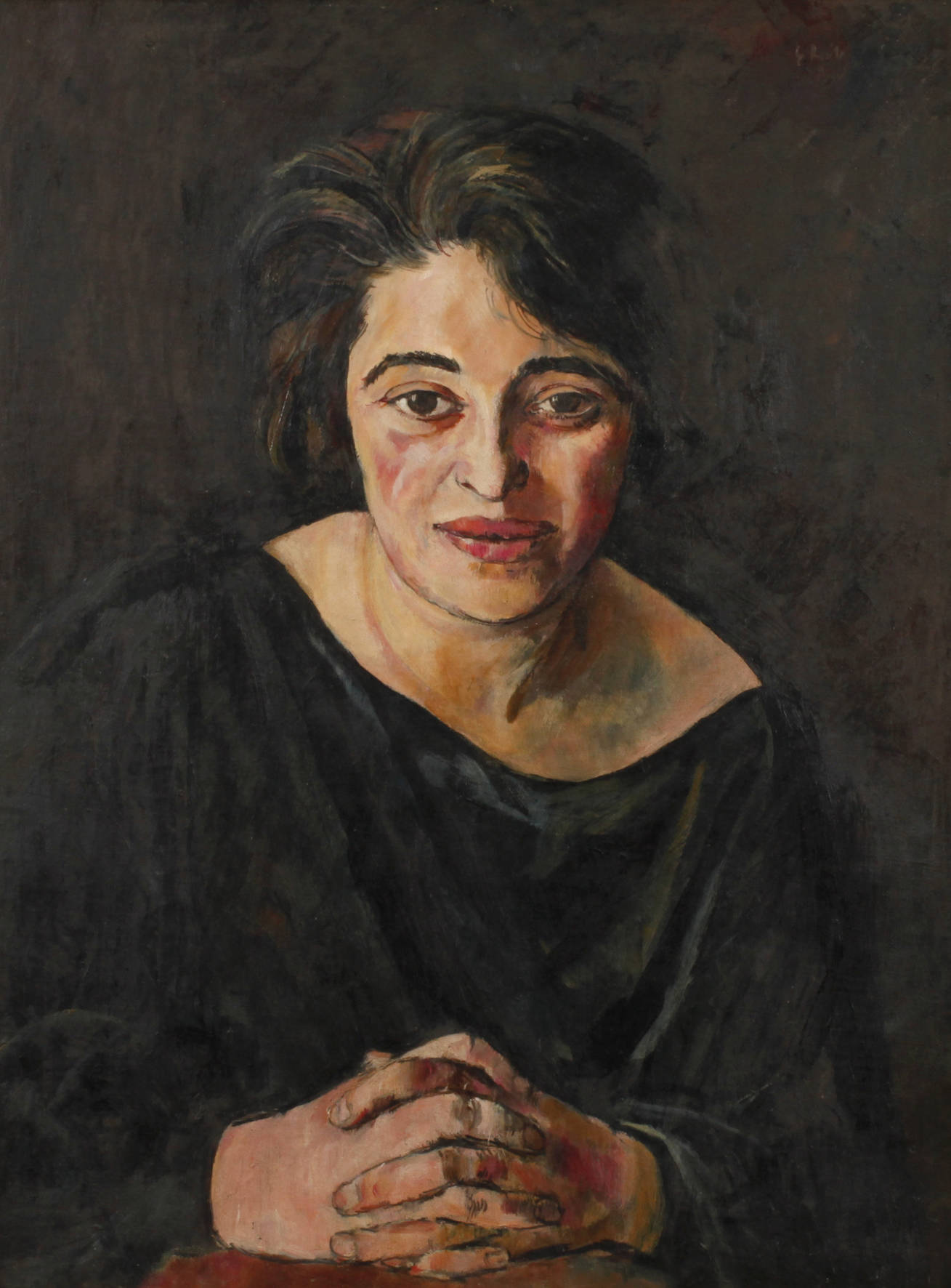
黒服の女性(1923)
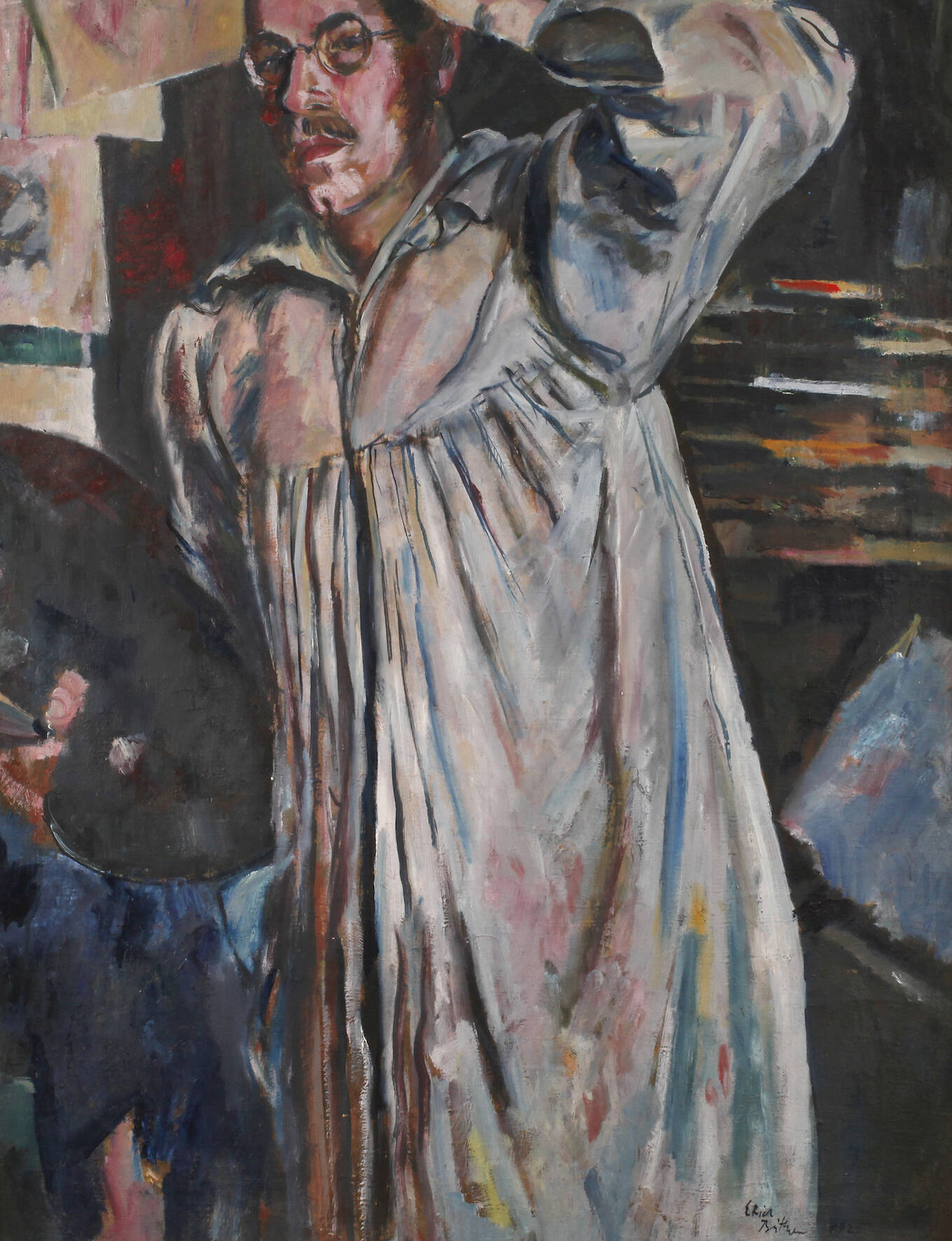
自画像　(1924)
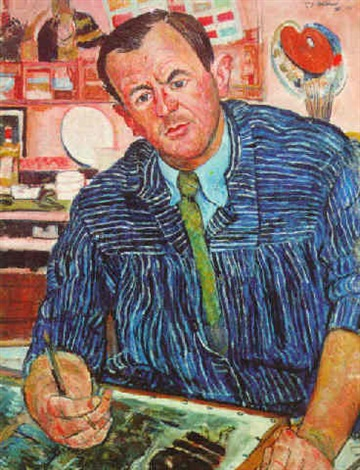
ジョージ・グロス（画家）(1931)
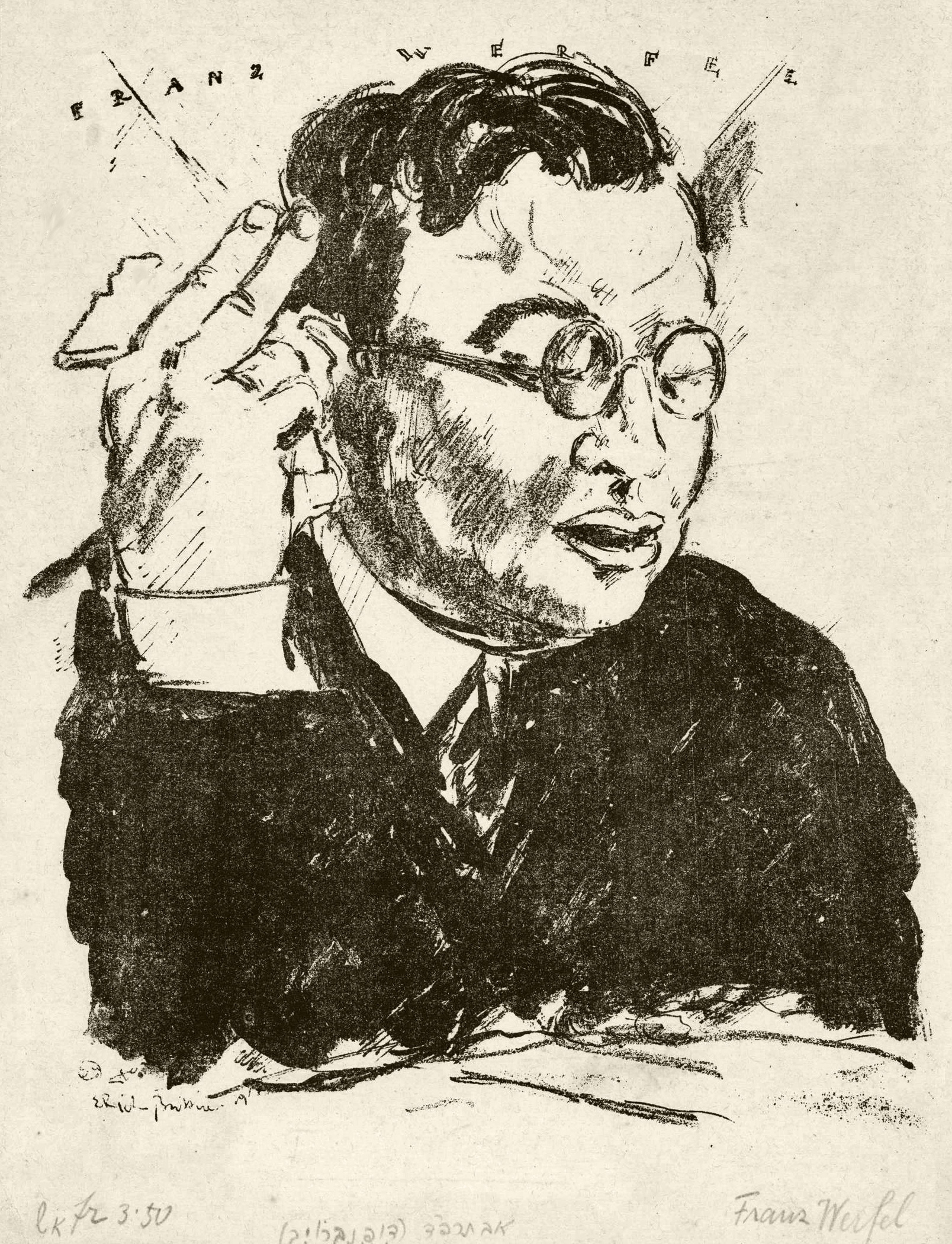
フランツ・ヴェルフェル（文学者）(1915)
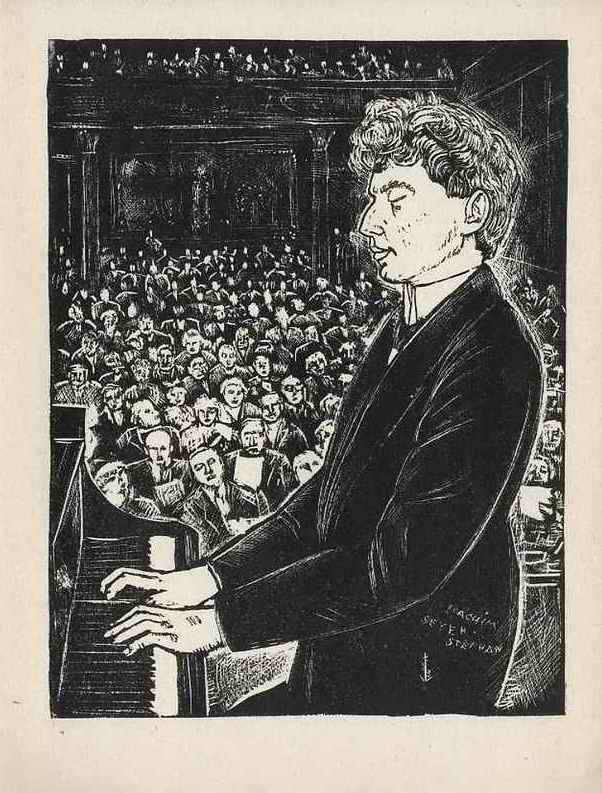
ヨアヒム・ザイアー＝シュテファン(1927)
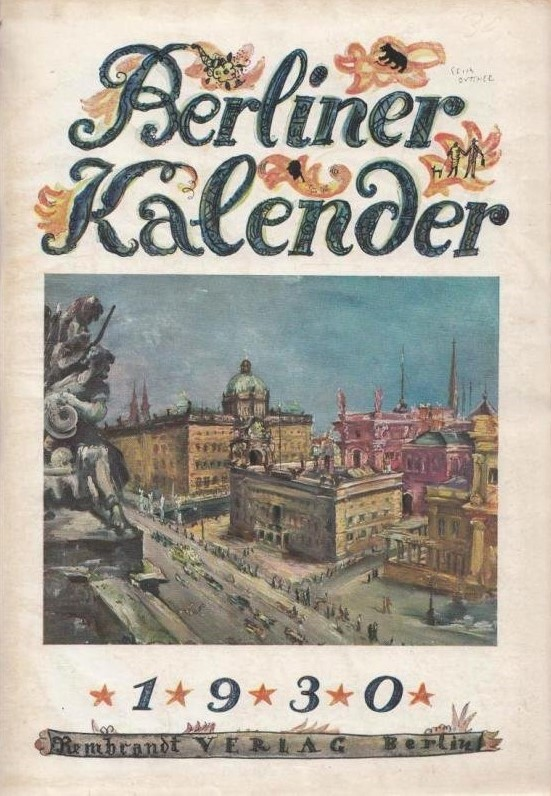
グラフィックデザイン作品